# Georg Wolfgang Knorr

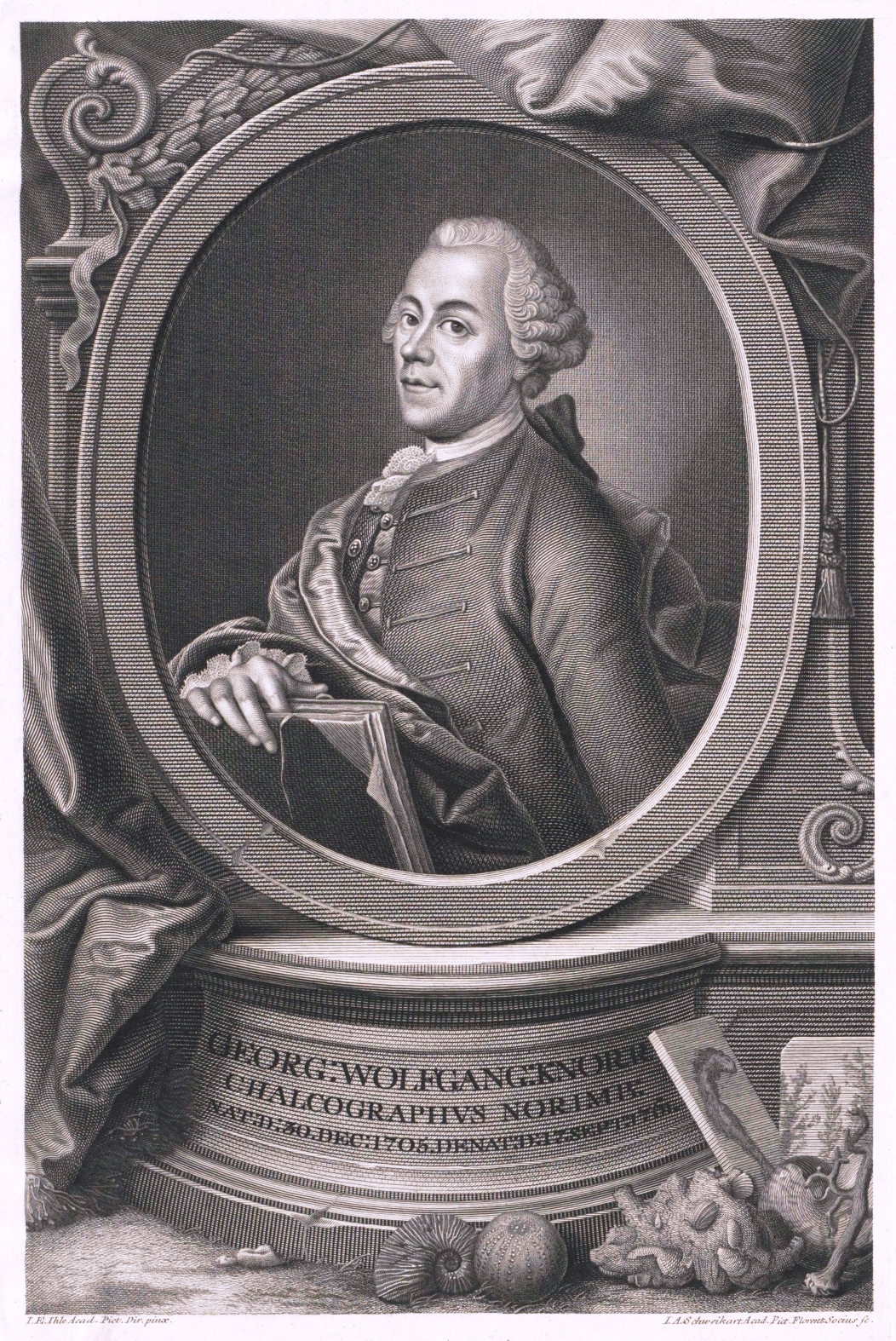
Georg Wolfgang Knorr, Stich von Johann Adam Schweickart

Georg Wolfgang Knorr (auch: Georgius Wolfgangus Knorrius; * 30. Dezember 1705 in Nürnberg; † 17. September 1761 ebenda) war ein deutscher Kupferstecher und Sammler von Fossilien.

## Leben
In seiner Jugend arbeitete er im Holzschnitthandel seines Vaters und lernte dort das Drechslerhandwerk. Ab 1723 erlernte er bei Johann Leonhard Blanc das Kupferstechen und arbeitete mit Martin Tyroff und anderen Nürnberger Kupferstechern an der Illustration von Johann Jakob Scheuchzers Physica Sacra, die 1731–1735 in Augsburg erschien. Durch Kontakte zu dem Nürnberger Arzt und Naturforscher Johann Ambrosius Beurer (1716–1754) und dessen Bibliothek und Naturalienkabinett erlangte er umfassende naturwissenschaftliche Kenntnisse. Er gravierte auch Porträts, Landschaften, geologische Formationen und Tierstudien nach Albrecht Dürer und der Kilian-Familie. Er trug dazu bei, dass in der zweiten Hälfte des 18. Jahrhunderts in Nürnberg mehr publiziert wurde als in Augsburg. Abdrucke von seinen Platten wurden häufig handkoloriert.
Die Naturgeschichte der Versteinerungen zur Erläuterung der Knorrischen Sammlung von Merkwürdigkeiten der Natur wurde in vier Bänden posthum von Johann Ernst Immanuel Walch 1768–1773 publiziert und erschien auch als holländische (1773) und als französische Ausgabe (1768–1778). Sie weist 275 kolorierte Kupferstiche Knorrs auf.

## Schriften
- Deliciae Naturae Selectae Oder Auserlesenes Naturalien Cabinet, welches aus den drey Reichen der Natur zeiget, was von curiosen Liebhabern aufbehalten und gesammlet zu werden verdienet […], 2 Bände, Nürnberg (ab 1754).
- Les Délices Des Yeux et de L’espirit, ou Collection Generale des Differentes Espèces de Coquillages (1764–1773).
- Sammlung von Merckwürdigkeiten der Natur und Alterthümern des Erdbodens welche petrificirte Cörper enthält aufgewiesen und beschrieben, oder versteinte und andere gegrabene Coerperin iluminirten Kupfertafeln, 2 Bände, A. Bieling, Nürnberg (ab 1749).
- Vergnügen der Augen und des Gemüths, in Vorstellung einer allgemeinen Sammlung von Schnecken und Muscheln und andern Geschöpfen, welche im Meer gefunden werden. Nürnberg 1757 doi:10.5962/bhl.title.39134.
- Thesaurus rei herbariae hortensisque universalis […] Allgemeines Blumen-, Kräuter-, Frucht- und Garten-Buch, 3 Bände, Nürnberg.